# Barans Viper
Barans Viper (Vipera barani), auch Barans Otter, ist eine Art der Echten Ottern (Vipera) innerhalb der Vipern (Viperidae), die der Kreuzotter sehr nahe steht und die lange Zeit wissenschaftlich nur durch ein einziges Individuum nachgewiesen war. Der Lebensraum der Schlange liegt nördlich der Stadt Adapazarı im Bereich der türkischen Küste des Schwarzen Meeres. Die Art ist nach dem türkischen Herpetologen İbrahim Baran (* 1940) benannt.

## Merkmale
Das ursprünglich einzige Exemplar von Barans Viper hatte eine Länge von 54 cm. Es handelt sich dabei um ein vollständig schwarzes Tier (Melanismus), wobei die Oberlippenschilde auffällige weiße Flecken trugen. Die Unterseite des Schwanzes ist zitronengelb.
Der Kopf ist deutlich vom Rest des Körpers abgesetzt. Die Augen besitzen vertikal geschlitzte Pupillen. Im Vergleich zu anderen Arten springt die Schnauzenregion kantig hervor. Mit Ausnahme der Überaugenschilde sind alle Schilde der Kopfoberseite in kleine Einzelschuppen aufgelöst. Das Nasale ist beinah so groß wie das Auge und beherbergt das Nasenloch in der Mitte. Unterhalb der Augen befinden sich zwei Reihen von Unteraugenschilden (Supraocularia), darunter liegen 10 Oberlippenschilde (Supralabialia). Die Körperschuppen sind gekielt. Um die Körpermitte liegen meistens 21 bis 23 Schuppenreihen. Die Unterschwanzschilde (Subcaudalia) sind wie bei allen Arten der Gattung geteilt.

## Verbreitung und Lebensraum

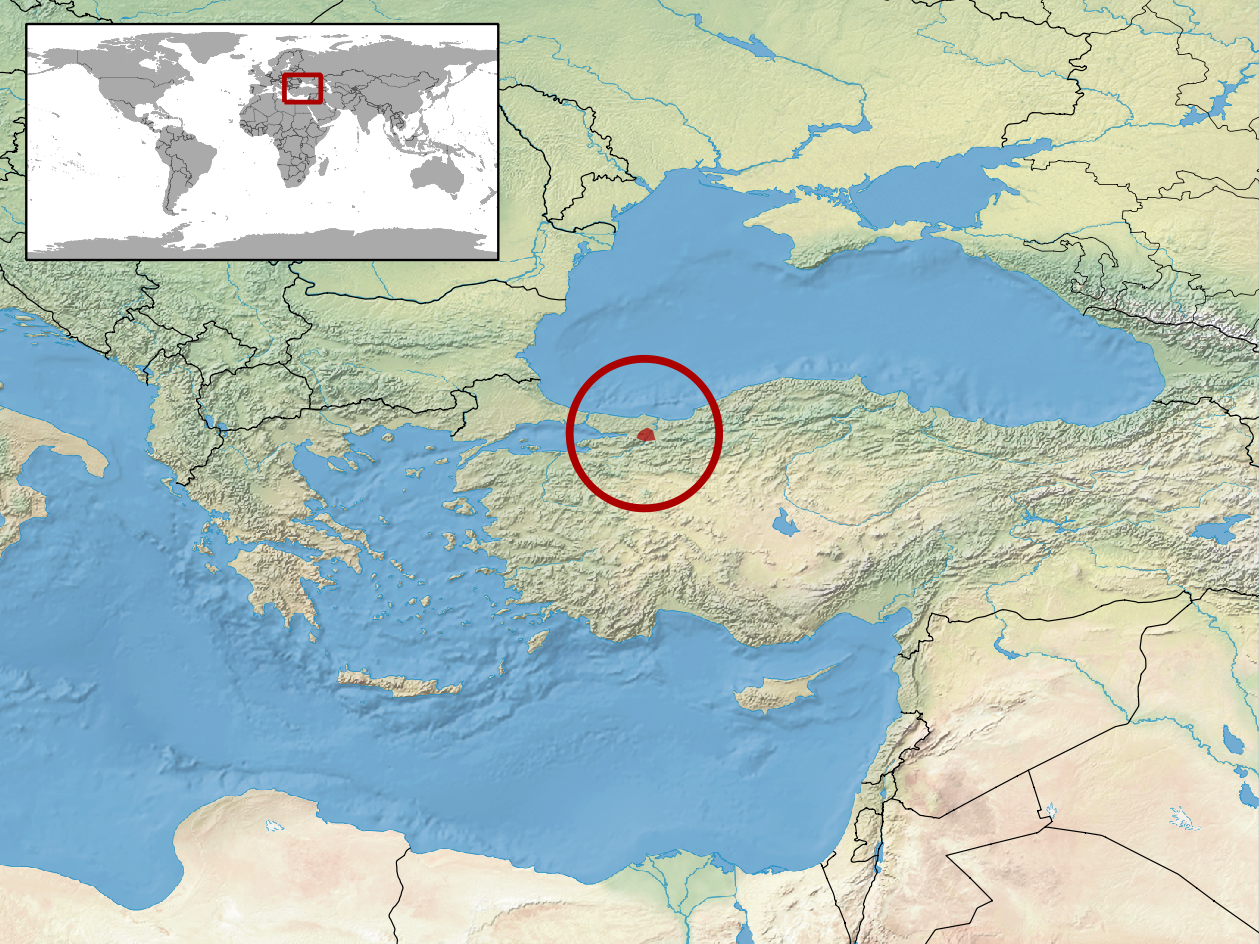
Verbreitungsgebiet

Der Fundort der ersten beschriebenen Schlange liegt nördlich der Stadt Adapazarı im Bereich der türkischen Küste des Schwarzen Meeres. Dabei handelt es sich um Hügelland in etwa 400 Metern Höhe. Weitere Exemplare wurden 1999 in der Schwarzmeerregion der östlichen Türkei bei Giresun und Rize in Höhen zwischen 500 und 650 m gefunden. 2003 wurde ein Weibchen in der Provinz Adapazarı in 1.100 Metern Höhe gefangen.
2001 wurden Exemplare, die fehlerhaft als Pontische Vipern (Vipera pontica) ausgezeichnet wurden, dieser Art zugeschlagen.

## Lebensweise
Über die Lebensweise dieser Schlange, von der nur sehr wenige Exemplare bekannt sind, ist nur sehr wenig bekannt. Baran et al. 2005 berichten von einem lebend gefangenen Weibchen, das im Terrarium zwei Jungtiere mit einem Gewicht von 6,03 und 7,05 Gramm Geburtsgewicht zur Welt brachte; alle drei Exemplare starben jedoch wenige Tage nach der Geburt ohne Nahrungsaufnahme. Entsprechend liegen bis heute keine Lebendbeobachtungen aus dem Freiland und nur sehr wenige Beobachtungen aus dieser kurzen Terrarienhaltung vor.

## Schlangengift
Über die spezifische Zusammensetzung und Wirkung des Giftes der Schlange ist nichts bekannt. Wie das aller Vipera-Arten wird es wahrscheinlich vor allem hämotoxisch sein. Ein gefangenes Individuum tötete eine Hausmaus (Mus musculus) im Terrarium durch einen Biss.

## Bedrohung und Schutz
Über die Populationsgröße und das genaue Verbreitungsgebiet von Barans Viper liegen keine Informationen vor. Die Art ist nach der Berner Konvention (Übereinkommen über die Erhaltung der europäischen wildlebenden Pflanzen und Tiere und ihrer natürlichen Lebensräume) strikt geschützt und auf den Anhang II aufgenommen. In der Roten Liste der gefährdeten Arten der International Union for Conservation of Nature (IUCN) wird Barans Viper als Art der Vorwarnliste geführt.